# František de Paula z Lichtenštejna
František de Paula Jáchym Josef z Lichtenštejna (německy Franz de Paula Joachim Joseph Prinz von und zu Liechtenstein; 25. února 1802 Vídeň – 31. března 1887 Vídeň) byl syn knížete Jana I. z Lichtenštejna a jeho manželky, lankraběnky Josefíny z Fürstenbergu-Weitry. Princ František de Paula byl synovcem knížete Aloise I., bratrem knížete Aloise II. a strýcem knížat Jana II. a Františka I.

## Životopis

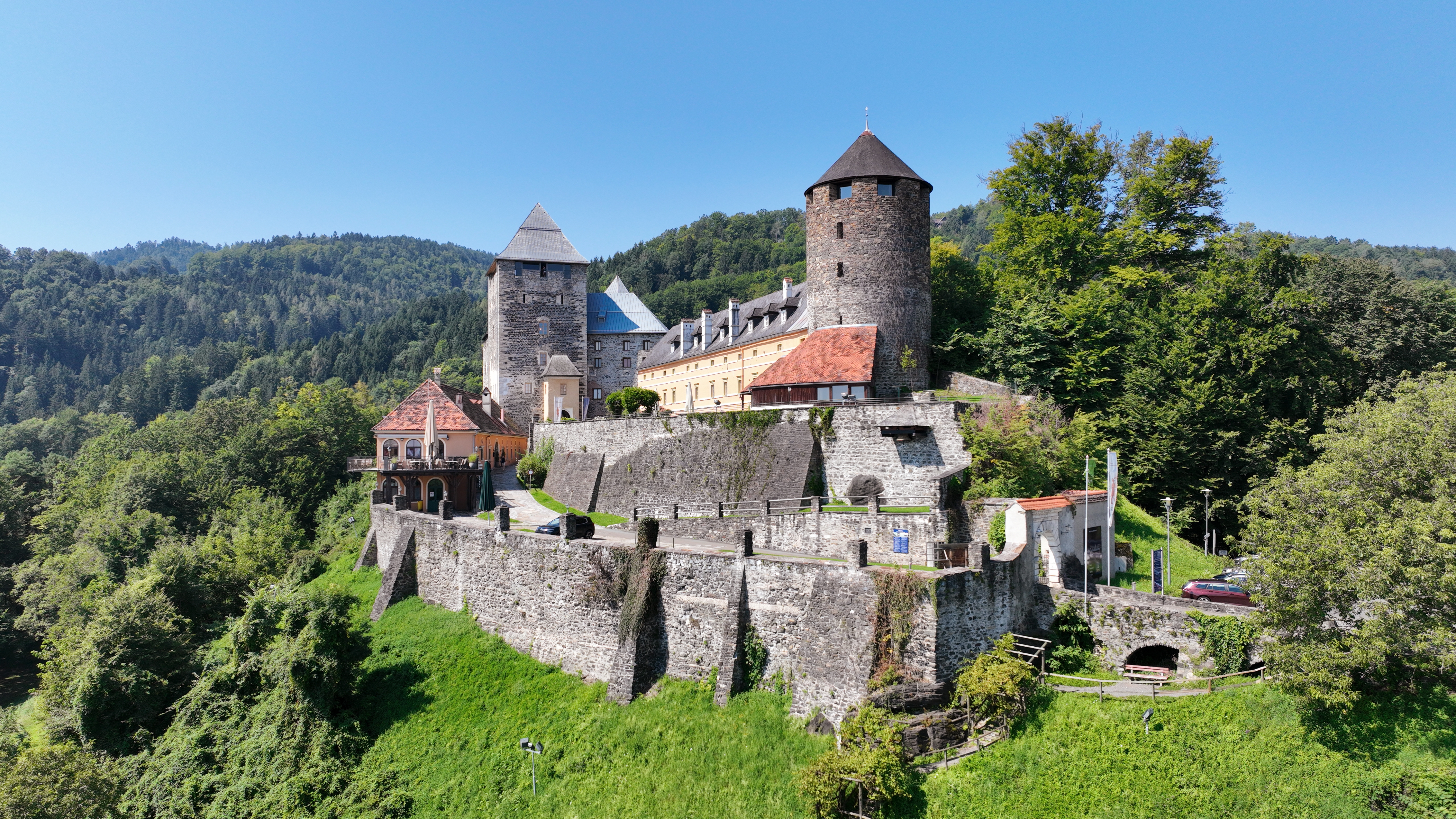
Hrad Deutschlandsberg ve Štýrsku, majetek Františka de Pauly Lichtenštejna

Pocházel z knížecí rodiny Lichtenštejnů, narodil se ve Vídni jako druhorozený syn polního maršála knížete Jana Josefa z Lichtenštejna (1760–1836) a jeho manželky Josefíny, rozené Fürstenbergové (1776–1848). Do armády vstoupil jako poručík (1821), sloužil u jezdectva a vzhledem ke svému původu rychle postupoval v hodnostech (nadporučík 1823, rytmistr 1825, major 1832, podplukovník 1835, plukovník 1837). Ve čtyřicátých letech 19. století sloužil v Praze, kde byl velitelem brigády a v roce 1844 dosáhl hodnosti generálmajora. V revolučním roce 1848 byl povolán do Itálie, kde bojoval proti povstalcům a téhož roku byl povýšen na polního podmaršála. Koncem roku 1848 byl převelen do Uher, kde měl významný podíl na potlačení maďarské revoluce v letech 1848–1849. Po porážce revoluce nadále působil v Uhrách, kde byl velitelem jezdeckého armádního sboru. V roce 1859 byl povýšen na generála kavalerie a v letech 1859–1866 zastával funkci generálního inspektora jezdectva. Od října 1860 do června 1861 byl vrchním velitelem v Uherském království. V roce 1866 byl převeden do stavu disponibility a k 1. lednu 1868 byl penzionován, od té doby žil v soukromí.
V roce 1861 byl jmenován doživotním členem rakouské Panské sněmovny, v roce 1871 mu bylo uděleno dědičné členství. Na půdě Panské sněmovny vystupoval jako řečník k vojenským tématům.
Za zásluhy v revolučních letech 1848–1849 získal Leopoldův řád (1849) a Řád železné koruny I. třídy (1849), v roce 1850 se stal rytířem Řádu Marie Terezie. Několik vyznamenání obdržel také v zahraničí, byl mimo jiné velkodůstojníkem francouzské Čestné legie, v Rusku získal Řád sv. Alexandra Něvského a Řád sv. Anny.
Jako mladší syn knížete vlastnil sekundogeniturní fideikomis Deutschlandsberg ve Štýrsku, který získal jeho otec v roce 1820.

## Manželství a potomci
Dne 3. června 1841 si ve Vídni vzal Evu Josefinu Julii Potockou (10. srpna 1818, Paříž – 21. května 1895, Vídeň), c. k. palácovou dámu a dámu Řádu hvězdového kříže, sestru hraběte Alfreda Potockého (1817–1889), maršála Sejmu a ministerského předsedy Rakouska. Měli čtyři děti:
- 1. Kníže Alfred (1842–1907) si vzal svou sestřenici, kněžnu Henrietu Marii z Lichtenštejna (1843–1931).
- 2. Princezna Josefína Marie Juliána (22. dubna 1844 Vídeň – 10. října 1854 Vídeň) zemřela mladá.
- 3. Kníže Aloys František (19. listopadu 1846 Praha – 25. března 1920 Vídeň) se poprvé oženil v Londýně dne 27. června 1872 s Marií „Mary“ Henrietou Adelaide Foxovou (21. prosince 1850 Paříž – 26. prosince 1878 Schloss Burgstall, Štýrsko), adoptivní dcerou Henryho Edwarda Foxe, 4. barona Hollanda, a jeho manželky lady Mary Augusty Coventryové. Říká se, že byla jeho vlastní pokrevní dcerou. Společně měli čtyři dcery. Podruhé se oženil ve Vídni dne 20. května 1890 s Johannou Elisabeth Marií von Klinkosch (13. srpna 1849 Vídeň – 31. ledna 1925 Baden u Vídně). Toto manželství bylo bez potomků.
  - Princezna Sofie Marie Josefa (29. března 1873 Berlín – 2. března 1947 Štýrský Hradec) si 31. července 1897 vzala ve Štýrském Hradci Franze Ürményi d'Ürmény (14. ledna 1863 Mojmírovce – 20. února 1934 Baden u Vídně). Pár neměl potomky.
  - Princezna Julie Markéta Marie (14. ledna 1863 Schloss Burgstall – 3. července 1950 Mayerling) se nikdy neprovdala a neměla potomky.
  - Princezna Henrieta Marie Josefa (6. července 1875 Schloss Burgstall – 21. dubna 1958 Pertelstein) se nikdy neprovdala a neměla potomky.
  - Princezna Marie Johana Františka (21. srpna 1877 Schloss Burgstall – 11. ledna 1939 Vídeň) si 7. června 1902 vzala ve Vídni Františka, hraběte z Marenu, barona z Brandhofenu (5. října 1868 Štýrský Hradec – 10. listopadu 1949 Bad Aussee) a měli potomky.
- 4. Princ Heinrich Karel August (6. listopadu 1853 Budapešť – 15. února 1914 Vídeň) se neoženil a neměl potomky.

## Vyznamenání
- Rytíř Vojenského řádu Marie Terezie (Rakouské císařství, 1850)[7]
- Velkokříž Řádu červené orlice s meči (Pruské království, 3. března 1864)[8]

## Vývod z předků
|                                    |                                              |  |                                             |                                                         |  |  |  |  |  |  |  | Filip Erasmus z Lichtenštejna |
|                                    |                                              |  |                                             |                                                         |  |  |  |  |  |  |  |                               |
|                                    | Emanuel Josef z Lichtenštejna                |  |                                             |                                                         |  |  |  |  |  |  |  |                               |
|                                    |                                              |  |                                             |                                                         |  |  |  |  |  |  |  |                               |
|                                    |                                              |  |                                             | Kristýna Tereza z Löwenstein-Wertheimu-Rochefortu       |  |  |  |  |  |  |  |                               |
|                                    |                                              |  |                                             |                                                         |  |  |  |  |  |  |  |                               |
|                                    | František Josef I. z Lichtenštejna           |  |                                             |                                                         |  |  |  |  |  |  |  |                               |
|                                    |                                              |  |                                             |                                                         |  |  |  |  |  |  |  |                               |
|                                    |                                              |  |                                             | Karel Ludvík z Ditrichštejna                            |  |  |  |  |  |  |  |                               |
|                                    |                                              |  |                                             |                                                         |  |  |  |  |  |  |  |                               |
|                                    | Marie Anna Antonie z Ditrichštejna           |  |                                             |                                                         |  |  |  |  |  |  |  |                               |
|                                    |                                              |  |                                             |                                                         |  |  |  |  |  |  |  |                               |
|                                    |                                              |  |                                             | Marie Terezie Anna z Trauttmansdorffu                   |  |  |  |  |  |  |  |                               |
|                                    |                                              |  |                                             |                                                         |  |  |  |  |  |  |  |                               |
|                                    | Jan I. Josef z Lichtenštejna                 |  |                                             |                                                         |  |  |  |  |  |  |  |                               |
|                                    |                                              |  |                                             |                                                         |  |  |  |  |  |  |  |                               |
|                                    |                                              |  |                                             | František Damián ze Šternberka                          |  |  |  |  |  |  |  |                               |
|                                    |                                              |  |                                             |                                                         |  |  |  |  |  |  |  |                               |
|                                    | František Filip ze Šternberka                |  |                                             |                                                         |  |  |  |  |  |  |  |                               |
|                                    |                                              |  |                                             |                                                         |  |  |  |  |  |  |  |                               |
|                                    |                                              |  |                                             | Marie Josefa z Trauttmansdorffu                         |  |  |  |  |  |  |  |                               |
|                                    |                                              |  |                                             |                                                         |  |  |  |  |  |  |  |                               |
|                                    | Marie Leopoldina ze Šternberka               |  |                                             |                                                         |  |  |  |  |  |  |  |                               |
|                                    |                                              |  |                                             |                                                         |  |  |  |  |  |  |  |                               |
|                                    |                                              |  |                                             | Konrád Zikmund ze Starhembergu                          |  |  |  |  |  |  |  |                               |
|                                    |                                              |  |                                             |                                                         |  |  |  |  |  |  |  |                               |
|                                    | Marie Leopoldina ze Starhembergu             |  |                                             |                                                         |  |  |  |  |  |  |  |                               |
|                                    |                                              |  |                                             |                                                         |  |  |  |  |  |  |  |                               |
|                                    |                                              |  |                                             | Marie Leopoldina Löwensteinsko-Wertheimsko-Rochefortská |  |  |  |  |  |  |  |                               |
|                                    |                                              |  |                                             |                                                         |  |  |  |  |  |  |  |                               |
| František de Paula z Lichtenštejna |                                              |  |                                             |                                                         |  |  |  |  |  |  |  |                               |
|                                    |                                              |  |                                             |                                                         |  |  |  |  |  |  |  |                               |
|                                    |                                              |  | Prosper Ferdinand z Fürstenberg-Stühlingenu |                                                         |  |  |  |  |  |  |  |                               |
|                                    |                                              |  |                                             |                                                         |  |  |  |  |  |  |  |                               |
|                                    | Ludvík August z Fürstenbergu-Stühlingenu     |  |                                             |                                                         |  |  |  |  |  |  |  |                               |
|                                    |                                              |  |                                             |                                                         |  |  |  |  |  |  |  |                               |
|                                    |                                              |  |                                             | Žofie z Königsegg-Rothenfelsu                           |  |  |  |  |  |  |  |                               |
|                                    |                                              |  |                                             |                                                         |  |  |  |  |  |  |  |                               |
|                                    | Jáchym Egon z Fürstenbergu                   |  |                                             |                                                         |  |  |  |  |  |  |  |                               |
|                                    |                                              |  |                                             |                                                         |  |  |  |  |  |  |  |                               |
|                                    |                                              |  |                                             | Maxmilián Josef Fugger z Kirchbergu                     |  |  |  |  |  |  |  |                               |
|                                    |                                              |  |                                             |                                                         |  |  |  |  |  |  |  |                               |
|                                    | Marie Anna Josefa Fuggerová z Kirchbergu     |  |                                             |                                                         |  |  |  |  |  |  |  |                               |
|                                    |                                              |  |                                             |                                                         |  |  |  |  |  |  |  |                               |
|                                    |                                              |  |                                             | Marie Judita z Törringu                                 |  |  |  |  |  |  |  |                               |
|                                    |                                              |  |                                             |                                                         |  |  |  |  |  |  |  |                               |
|                                    | Marie Josefa z Fürstenbergu-Weitry           |  |                                             |                                                         |  |  |  |  |  |  |  |                               |
|                                    |                                              |  |                                             |                                                         |  |  |  |  |  |  |  |                               |
|                                    |                                              |  |                                             | Antonín Karel z Oettingen-Wallersteinu                  |  |  |  |  |  |  |  |                               |
|                                    |                                              |  |                                             |                                                         |  |  |  |  |  |  |  |                               |
|                                    | Filip Karel Dominik z Oettingen-Wallersteinu |  |                                             |                                                         |  |  |  |  |  |  |  |                               |
|                                    |                                              |  |                                             |                                                         |  |  |  |  |  |  |  |                               |
|                                    |                                              |  |                                             | Marie Anežka Magdalena Fuggerová                        |  |  |  |  |  |  |  |                               |
|                                    |                                              |  |                                             |                                                         |  |  |  |  |  |  |  |                               |
|                                    | Žofie Terezie z Oettingen-Wallersteinu       |  |                                             |                                                         |  |  |  |  |  |  |  |                               |
|                                    |                                              |  |                                             |                                                         |  |  |  |  |  |  |  |                               |
|                                    |                                              |  |                                             | Kraft Antonín Vilém z Oettingenu                        |  |  |  |  |  |  |  |                               |
|                                    |                                              |  |                                             |                                                         |  |  |  |  |  |  |  |                               |
|                                    | Šarlota Juliana z Oettingenu                 |  |                                             |                                                         |  |  |  |  |  |  |  |                               |
|                                    |                                              |  |                                             |                                                         |  |  |  |  |  |  |  |                               |
|                                    |                                              |  |                                             | Marie Eleonora ze Schönborn-Buchheimu                   |  |  |  |  |  |  |  |                               |
|                                    |                                              |  |                                             |                                                         |  |  |  |  |  |  |  |                               |